# BYD Electronic
BYD Electronic (International) Company Limited — китайська компанія, яка виробляє компоненти телефонів і збирає мобільні телефони для своїх клієнтів, серед яких Nokia і Motorola. Компанія OEM/ODM є дочірньою компанією BYD Co Ltd, яка спочатку була дочірньою компанією цієї компанії.